# De schilderkunst
Het schilderij De schilderkunst, Het atelier, De schilder en zijn model of Allegorie op de schilderkunst is een allegorie van de hand van Johannes Vermeer.
Het groot opgezette schilderij uit zijn bescheiden oeuvre wordt gezien als een uniek en ambitieus werk, maar roept tevens veel vragen op. Er is geopperd dat het misschien bestemd is geweest voor het Delftse Sint Lucasgilde. Zeker is dat hij het, zoals zijn meeste werken, nooit heeft verkocht. Het werk is niet gedateerd, maar wel gesigneerd op de onderste rand van de kaart. Dit is de meest volledige handtekening die hij op zijn schilderijen gebruikte, hetgeen doet vermoeden dat hij in dit schilderij zijn hart en ziel heeft gelegd. Het schilderij hangt sinds 1946 in het Weens Kunsthistorisches Museum.. De schilderkunst is een van de laatste Hollandse meesterwerken en vormt een staalkaart van Vermeers kunnen. Het is een soort samenvatting van wat er tot dan toe gedaan is.

## Geschiedenis
De naam van het schilderij duikt voor het eerst op in een akte, waarin het een "seeker stuck Schilderije geschildert bij (...) haeren overleden man (...) waarinne wert uytgebeelt de Schilder-konst" heet. De weduwe van Vermeer gaf op 24 februari 1676, twee maanden na de dood van haar man, voor de notaris te kennen dat zij het schilderij aan haar moeder Maria Thins had geschonken, mogelijk om het uit een veiling te houden die op 15 maart 1677 was gepland onder leiding van Antonie van Leeuwenhoek.
In Frankrijk heette het schilderij lange tijd De schilder in zijn atelier. Aanvankelijk zag men in het schilderij een zelfportret en Vermeer zou zelfs zijn dochter hebben afgebeeld. Tegenwoordig wordt het schilderij niet meer als een genrestuk gezien - niet omdat onduidelijk is wie er zijn afgebeeld - maar als een allegorie, omdat het zo lastig te duiden is. Veel allegorieën zijn gebaseerd op het boek de Iconologia van Cesare Ripa, waarvan in 1644 een Nederlandse vertaling verscheen. In de Iconologie of uytbeelding des Verstands worden in alfabetische volgorde bijna 600 mythologische figuren en abstracte begrippen beschreven, zoals de negen muzen, de Zeven vrije kunsten, het geloof, de wetenschap, maar ook de vier toen bekende continenten en jaloezie met hun attributen. Het schilderij vertoont grote gelijkenis met Allegorie op het geloof, een vergelijkbaar (groot) werk van Vermeer.

## Voorstelling
Een fraai uitgedoste schilder zit voor zijn ezel en is net begonnen met het schilderen van een laurierkrans. Zijn hand rust op een schildersstok om meer steun te hebben. De schilder werkt aan een doek dat kleiner is dan De schilderkunst. Veel meer dan een portret ... past er niet op. Zijn kleding, een baret, een wambuis en een kniebroek, is niet echt ouderwets, zoals vaak wordt beweerd. Een sterk gelijkend wambuis lijkt ook te zijn afgebeeld op schilderijen van de hand van Caspar Netscher, Govert Flinck en Bartholomeus van der Helst.
De schuchtere jonge dame, enigszins afwezig en in gedachten verzonken, eerst Fama, toen Pictura, vervolgens Clio heeft in haar ene hand een bazuin, klaroen of trompet en in haar andere hand een boek, mogelijk het werk van de Griekse geschiedschrijver Thucydides of het Schilderboek van Karel van Mander. De emblematische figuur zou een van zijn bekende modellen zijn, verkleed als de muze van de geschiedenis. Ze poseert, speelt een rol. In haar hemelsblauwe jurk baadt zij in het zonlicht dat door een van de vensters komt. Weliswaar inspireert Clio volgens de klassiek mythologie de kunstenaar tot het verkondigen van roem, maar het is onzeker of Vermeer de muze in die hoedanigheid opgevat heeft. Dan zou Vermeer het eens zijn met de 17e-eeuwse kunstopvatting die inhoudt dat de historieschilderkunst de hoogste positie binnen de hiërarchie van alle schildergenres inneemt; hij zou dan zijn eigen, voornamelijk uit genrestukken bestaande werk als tweederangs moeten afdoen.

## Duiding

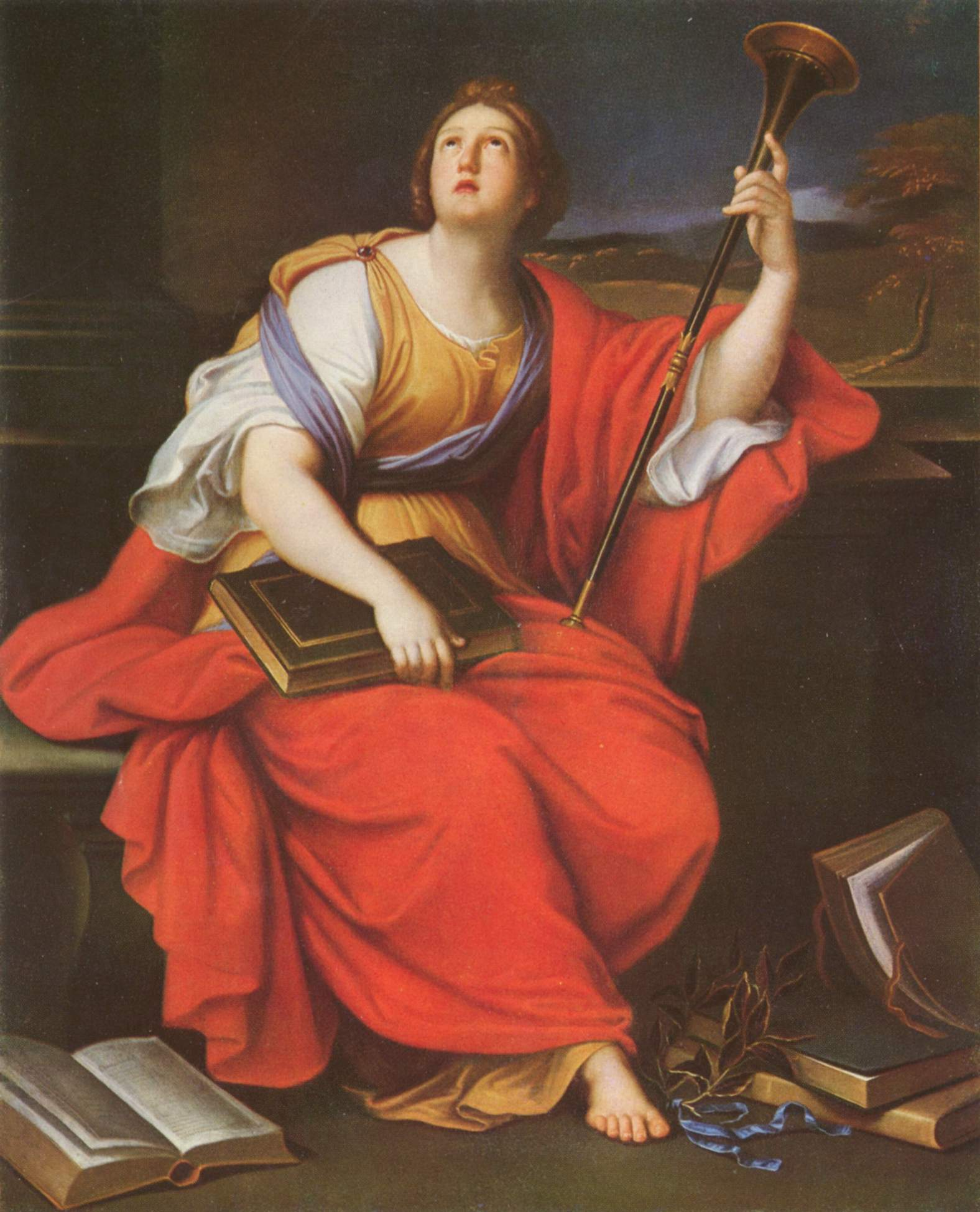
Clio door Pierre Mignard

Joachim Oudaen schrijft in zijn gedicht opgedragen aan Samuel van Hoogstraten:

Zoo schijnt de Schilderkonst ons eene droom gelijk, Die lieflijk, aengenaem, invallig, vonde-rijk, En niet te zamen hangt, en schakelt aan elkander;

Gerard de Lairesse schrijft in zijn Groot-Schilderboek:

Ieder kunstenaar dient ter dege acht te geven, dat hij het profane en het gewijde, het heidense en het Christelijke niet vermengt. Hij moet geen goden of allegorische figuren in een historische voorstelling plaatsen.

Ook Iris komt in aanmerking, die Pictura, of de Schilderkunst, vermaant de kleuren voorzichtig te mengen en realistisch te maken. Misschien is het wel een combinatie van deze drie mythologische figuren.
Het kan zijn dat de schilder zijn blik heeft gericht op de volgens Gerard de Lairesse voornaamste hulpmiddelen voor de kunst: poëzie en geschiedenis. De Dichtkunst met volgens Gerard de Lairesse 

in haar rechterhand een trompet, en in de linker een rol papier of toneelrol. Zij is met een lauwrierkrans gehuld, aangezien zy door haar doen de menschen onsterflijk maakt, en de lof der Helden (door de trompet verbeeld) uitbazuint.

## Bijwerk
Op de tafel ligt enig bijwerck: een gesloten boek, waarin de grootse prestaties van de schilder zullen worden vastgelegd, een open geslagen folioblad, waaruit de schilder zijn ontwerp heeft voorbereid en inspiratie put, en stuk leer (?), lappen stof, een masker, of personificatie met veel betekenis voor de schilderkunst, namelijk imitatie. Asemissen heeft de afgebeelde voorwerpen, inclusief het gordijn en de kaart, geïnterpreteerd als verwijzingen naar de verschillende beroepen die in het Delftse Sint Lucasgilde vertegenwoordigd waren, te weten de tapijtwevers, borduurwerkers, kopergraveurs, beeldhouwers, schedenmakers, kunstdrukkers en boek- en kunsthandelaars. Deze opsomming correspondeert met de volgorde waarin de voorwerpen in het schilderij getoond worden. Deze interpretatie deed vermoeden dat Vermeer dit doek als een geschenk voor het Sint Lucasgilde geschilderd heeft. De vraag is dan wel waarom het gilde zo'n geslaagd schilderij weigerde. Onbegrijpelijk is dat hij de voor Delft zo belangrijke plateelschilders niet heeft opgenomen.

Volgens Ordonnantie behoorden tot dat gild: "Alle degeenen, die haar generen met de schilderkunst, hetzij met pencelen of andersints, in olye of waterverwen, als oock glaseschryvers, glasemakers, glasverkoopers, plattielbackers, tapissiers, borduurwerckers, plaetsnyders, beeldsnyders, werkende in hout ende steen, ofte andere substantie, scheemakers, konstdruckers, bouckverkoopers, hoedanig die souden mogen zijn'.

Het is waarschijnlijker dat het schilderij niet voor iemand bestemd was.

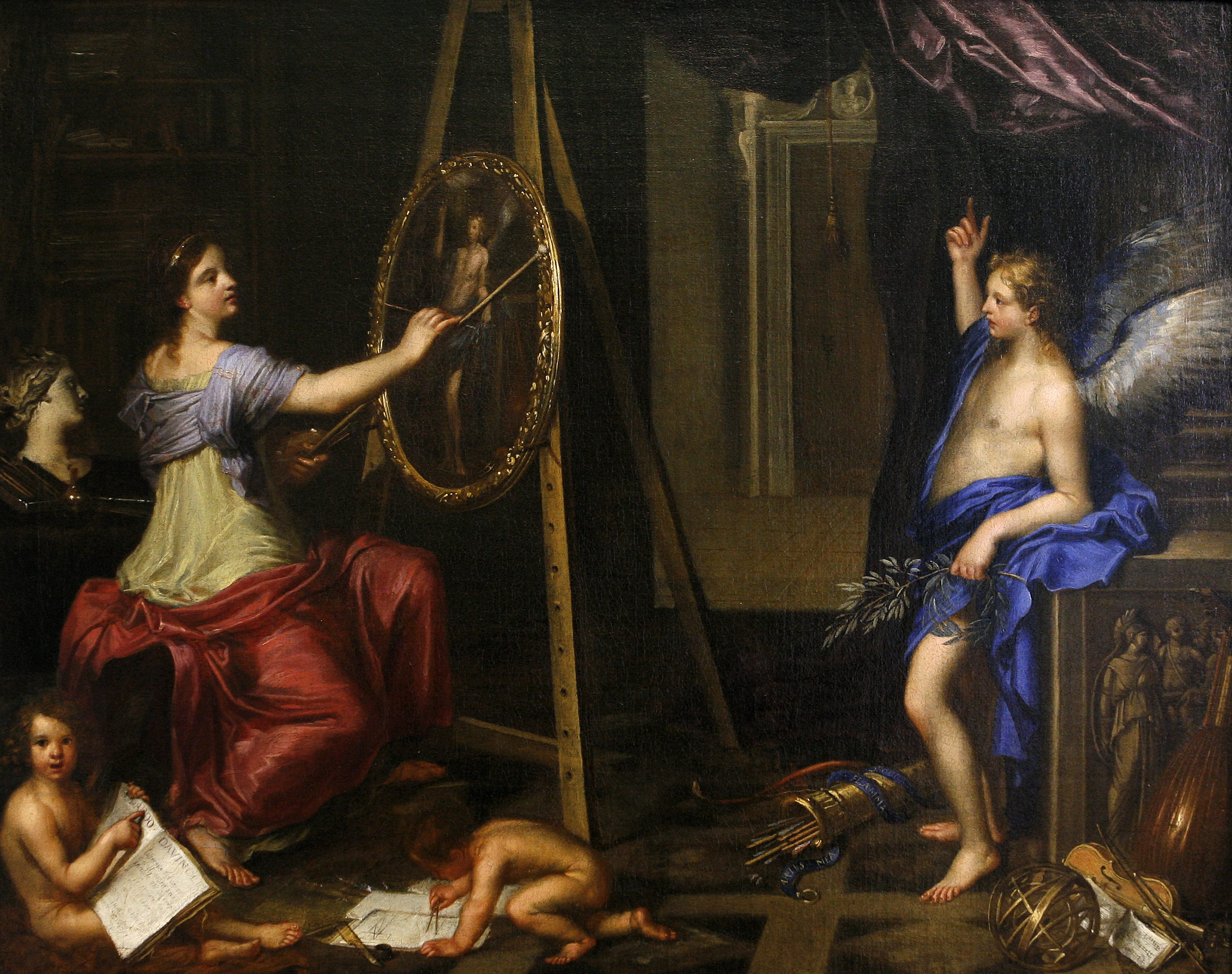
Allegorie op de Schilderkunst, 1650 of 1660? door Charles Alphonse du Fresnoy

De afgebeelde kaart, met allerlei kreukels, vouwen en verkleuringen, uit 1636 is van de Amsterdamse cartograaf Nicolaas Vischer ofwel Piscator en beeldt de Zeventien Provinciën en hun voornaamste steden af zoals die vóór 1581, ten tijde van de Tachtigjarige Oorlog bestond. Het origineel zou teruggevonden zijn in Parijs of in Zweden, in het sinds de 17e eeuw nauwelijks bewoonde Skokloster. Met de kaart wordt kennis van de geschiedenis in huis gehaald. Van Gelder en Sedlmayr verwierpen allerlei theorieën over de landkaart en vonden ze te ver gaan. Wheelock schrijft dat Vermeer met deze kaart en Clio, de muze van de geschiedenis op zijn doek combineert. Op de kaart komt een visser voor met landmetersmateriaal, mogelijk bedoeld als speelse verwijzing naar de kaartmaker.
Het linker gedeelte van het schilderij wordt overheerst door een zwaar en fraai gordijn, meestal een repoussoir genoemd, om diepte in het schilderij aan te brengen. Volgens Gerard de Lairesse in zijn Groot-Schilderboek neemt het geopende gordijn: 

... de liefde tot de kunst de Chaos der duisternis en verwarringe weg...

Het gordijn geeft ons het gevoel dat we als enige een blik in het atelier van Vermeer mogen werpen.
Tot slot, het is een van de weinige schilderijen van Vermeer waarop ook het plafond is te zien. In de zwart-wit marmeren vloer, met vijf tegels steeds een kruis vormend, heeft Vermeer zijn beheersing van de leer van het perspectief laten zien. Op de lege stoel zou een kunstkenner of aanstaande koper kunnen zitten. Mogelijk is er op de kroonluchter een Habsburgse dubbelkoppige adelaar te zien. De voorstelling is tamelijk onduidelijk (en ook te zien op een schilderij van Gerard ter Borch). Nieuw is de theorie dat het een phoenix is. De fabelachtige manier waarop Vermeer de glanzende, (messing) kroonluchter schilderde, brengt de kenners in verrukking. Vermeer wedijverde mogelijk met Pieter de Hoogh, Nicolaes Maes, Gabriel Metsu en Gerard ter Borch in het schilderen van interieurs.

## Datering
De Schilderkunst wordt door de meeste kunsthistorici gedateerd op ca. 1665/1666 of iets later. Wheelock vermoedt dat het schilderij eerst in 1673 is ontstaan en wel na het Rampjaar 1672.
De datering van schilderijen bij Vermeer is een probleem, omdat de schilder zelf maar drie werken heeft gedateerd, namelijk De koppelaarster (1656), De geograaf (1668) en De astronoom (1669).
Het doek is mogelijk geschilderd in navolging van Maerten van Heemskercks Sint Lucas schildert de Madonna uit 1532 maar er zijn ook vergelijkbare schilderijen van Frans van Mieris, (verloren gegaan bij het Bombardement op Dresden) Jan Aersen Marienhof en Job Berckheyde die Vermeer bekend hebben kunnen zijn. Buitenlandse voorbeelden kunnen Pierre Mignard en Charles Alphonse du Fresnoy zijn geweest.

## Verdere eigendomsgeschiedenis van het schilderij
Het is niet helemaal duidelijk hoe dit schilderij in Wenen terechtkwam. Mogelijk via de arts Gerard van Swieten, die uit Leiden afkomstig was. Tot 1803 bevond dit schilderij in de verzameling van zijn zoon, de Oostenrijkse diplomaat Gottfried van Swieten. Vervolgens maakte het vanaf 1813 deel uit van de verzameling van Rudolf Czernin (1757-1845), waar het tot 1860 voor een De Hooch werd gehouden. In dat jaar beschreef G.F. Waagen het schilderij in het Museum Czernin als een "Vermeer".
In de jaren dertig werd het schilderij te koop aangeboden. Hermann Göring, Philipp Reemtsma en Andrew W. Mellon waren geïnteresseerd. In 1940 volgde de verkoop door een nazaat van graaf Czernin, graaf Jaromir Czernin (1908-1966) aan Adolf Hitler, die het schilderij in zijn salon in Berchtesgaden hing. Het zou bestemd zijn geweest voor een nog te bouwen museum in Linz, de zogenoemde Linzer Sammlung. Na opslag in een zoutmijn en een depot vol "nazi-kunst" belandde het in 1946 in het "Kunsthistorisches Museum" in Wenen. De familie Czernin von und zu Chudenitz slaagde er na de oorlog via een gerechtelijke procedure tegen de Oostenrijkse staat niet in om te bewijzen dat het schilderij onder dwang was verkocht. In augustus 2009 werd opnieuw een verzoek ingediend het schilderij aan de familie toe te kennen.
Medio maart 2011 kwam de Oostenrijkse Raad voor de teruggave van gestolen kunst tot het besluit dat de verkoop destijds rechtmatig verliep en niet onder de categorie roofkunst valt. De teruggave van het schilderij aan de erven van graaf Jaromir Czernin is daarmee van de baan.